# Транспирация
Транспирацията е физичен процес на изпаряване на вода от растенията, в най-голяма степен от листата, които са основен транспирационен орган, но също така от стъблата, цветовете и плодовете.
Транспирацията е страничен ефект от приема на въглероден диоксид за нуждите на фотосинтезата. Процесът спомага растението да се охлажда и прави възможно нахлуването на вода и минерални хранителни вещества от корените до върховете на растението, поради намаленото водно налягане във връхните части (създава т. нар. възходящ воден ток). Освен това спомага за кръговрата на веществата, при който растенията се освобождават от ненужни вещества.
Възможни са два пътя на транспирация:
- Първият е през външните стени на клетките на епидермиса направо в атмосферата.
- Вторият е през стените на клетките, в междуклетъчните пространства на листата, по-нататък през устицата и пак в атмосферата.

## Видове транспирация
- Кутикулна – кутикула (кутини – полимерни естери на оксимонокарбонови киселини, восък, целулозни мицели; оводненост на кутикулата и проводимост)

- Устична – чрез устичен апарат – при двусемеделни при житни. Броят им може да достигне до 60 000 кв. cm. Особености на затварящите клетки — еластични и удебелени клетки, сложна вакуоларна система, голямо число митохондрии, слабо развити грани в хлоропластите, радиално разположение на целулозните микрофибрили и др.

Фази на устичната транспирация:
1. изпарение в междуклетъчните пространства – контрол чрез подсъхване на стените и намаление на оводнеността на протоплазмата, в резултат на което нараства повърхностното напрежение;
2. от междуклетъчните пространства в атмосферата; 1 – 2% от листната повърхност, но до 50% изпарение (относителна транспирация);
3. от пограничния слой въздух в далечните слоеве

Устични движения:
- Хидроактивно – осмотични движения.
- Хидропасивно – при намаляване на тургора и при силна оводненост на епидермалните клетки
- Фотоактивно – захароскорбялна хипотеза – на светло протича фотосинтеза в хлоропластите; в резултат на това въглеродния диоксид намалява и се алкализира средата, което активира ензими разграждащи скорбялата до прости захари – следва повишаване на осмотичния потенциал, постъпване на вода и отваряне на устицата.

Роля на калиевите катиони в движенията. На светло се активира водородната помпа в плазмалемата на затварящите клетки. Енергията за това се доставя от дишането. Отделянето на водород се съпровожда с вход на калиеви катиони и хлорни аниони за уравновесяване. При това намалява киселинността на цитоплазмата, т.е. налице е алкализиране, в резултат на което настъпва хидролиза на скорбялата до глюкоза и окисляване на глюкозата през фосфоенолпирогроздена киселина до сол на ябълчената киселина (малат). Малатът доставя водородни катиони, които се изхвърлят от цитоплазмата. Увеличаването на концентрацията на калиеви катиони, хлорни аниони и малатни аниони води до увеличаване на осмотичния потенциал и съответно до навлизане на вода, при което устицата се отварят.
Регулация на отварянето и затварянето на устицата. Роля на хормона АБК (абсцисиева киселина). Мутант домат с 10 пъти по-малко АБК увяхва бързо, но при външно (екзогенно) нанасяне на хормона следва бързо затваряне на устицата и възстановяване на тургора.
Роля на концентрацията на въглероден диоксид. Излишъкът на въглероден диоксид води до вкисляване на цитоплазмата, в резултат на което намалява малата и се образува скорбяла, при което устицата се затварят.
- Лентицелна или перидермална – осъществява се от проветрителни отвори в стъблата наречени лещанки.

## Дневен ход на транспирацията
В зависимост от водообезпечеността – може да се изрази с едновърхова крива, което показва добро обезпечаване с вода; крива с пад около обяд и възстановяване в края на деня; крива със слабо нарастване, характерна при засушаване – налице е само кутикуларна транспирация.

## Външни фактори, влияещи на транспирацията
- Слънчева радиация – с увеличаване на светлината транспирацията нараства, но обикновено до определено ниво, след което намалява поради воден дефицит и затваряне на устицата.
- Температура – с увеличаване на температурата се увеличава транспирацията, защото топлият въздух може да погълне големи количества водни пари
- Влажност – високата влажност намалява транспирацията, защото намалява градиентът на водния потенциал между листата и атмосферата.
- Вятър – увеличава транспирацията, защото намалява пограничния слой въздух, при по-висока скорост има обратен ефект, защото изсушава въздуха.

### Антитранспиранти
- Мембраннообразуващи – поставени под формата на разтвор върху листната петура те понижават 50% ИТ за 10 – 15 дни, като не се нарушават другите физиологични процеси. Такива вещества са латекси, полиетилен, полипропилен, полистирол, поливинилхлорид.
- Затварящи устицата – отнасят се фенилмеркуриацетат, производните на янтарната и абсцисиевата киселина. Особено ефективна е АБК, поради това, че се използва в най-малки концентрации (10-3 до 10-6 М) и се използва при култури със слята повърхност. Освен това тя не замърсява околната среда.
- Светлоотрязяващи антиттранспиранти – отразяват слънчевата светлина, без да пречат на фотосинтезата. Те намаляват температурата на клетките, с което се забавят и двете фази на транспирацията. Такива вещества са каолин, талк.
- Антитранспиранти с комплексно действие – (ССС и др.). ССС променя съотношението на кореновата система и надземната част, в полза на корените. Така намалява транспириращата част с 10 – 15%. Повишава се функционалната активност на корена и активното поглъщане на вода от почвата. Листата придобиват по-ксероморфен строеж.